# 锡格马林根
锡格马林根（德語：Sigmaringen，發音：[ˈziːkmaʁɪŋən] ⓘ）是德国巴登-符腾堡州蒂宾根行政区锡格马林根县的城市，也是锡格马林根县的县治，面积92.84平方千米，2023年12月31日人口为18,127人。
盟軍登陸法國後，1944年9月菲利普·貝當與其他維琪法國政府官員轉移到德國境內，一個由费尔南·德·布里农所領導的流亡政府在西格馬林根成立。這個城市國家有三間大使館，分別代表維琪法國的同盟：德國、義大利與日本。1945年4月22日，自由法國部隊解放這座城市。

## 友好城市
- 奥地利 費爾德基希
- 荷蘭 博克斯梅尔
- 法國 坦恩